# 毒梟：墨西哥
《毒梟：墨西哥》（英語：Narcos: Mexico）是一部美國犯罪劇情網絡劇集，由克里斯·布蘭卡托、卡羅·伯納德（英語：Carlo Bernard）和道格·米羅開創及製作，並於2018年11月16日在Netflix上首播。本劇最初是打算作為Netflix劇集《毒梟》的第四季，但最終被開發為一部獨立的相關劇集。本劇側重於墨西哥非法毒品貿易的發展，而前作《毒梟》則側重於哥倫比亞非法毒品貿易。
本劇的第二季於2020年2月13日首播。
2020年10月28日，Netflix續訂第三季，同時也是最後一季，但宣布演員狄亞哥·盧納將不會在第三季再次出演費利克斯·加利亞多（西班牙語：Félix Gallardo）。
第三季亦是最後一季於2021年11月5日首播。

## 概要
本劇探討了墨西哥毒品戰爭的早期起源，開始時毒販只是一個由小型且獨立的大麻種植者和販賣者組成，鬆散且無組織的聯盟。本劇將1980年代瓜達拉哈拉販毒集團的創建和崛起改編成劇本，米格尔·安赫尔·费利克斯·加利亚多（由狄亞哥·盧納飾演）統一了幾個露天廣場和領土，在其上建立了一個臭名昭著的毒品帝國。美国缉毒局（DEA）特工基基·卡马雷纳（由麥可·潘納飾演）與妻子和年幼的兒子從加利福尼亞搬到瓜達拉哈拉擔任新職位，他很快了解到任務將比他想像的更具挑戰性。在卡馬雷納被加利亞多的販毒集團折磨和謀殺之後，DEA特工沃爾特·布雷斯林（由史考特·麥奈利飾演）帶領一小隊秘密特工到墨西哥追查和懲罰加利亞多以及他的同夥。

## 演員與角色

### 主要角色
- 麥可·潘納 飾演 基基·卡马雷纳（第一季）：一名DEA特工，他收集了有關費利克斯的販毒集團的寶貴情報。
- 狄亞哥·盧納 飾演 米格尔·安赫尔·费利克斯·加利亚多（第一至二季主要角色；第三季客串角色）：瓜達拉哈拉販毒集團的領導人和現代墨西哥毒品貿易的創始人。
- 泰諾克·烏爾塔 飾演 拉斐爾·“拉斐”·卡羅·金特羅（第一季主要角色；第二季客串角色）：費利克斯的商業夥伴。
- 艾莉莎·迪亞茲（英语：Alyssa Diaz） 飾演 米卡·卡馬雷娜（西班牙語：Mika Camarena）（第一季）：基基·卡马雷纳的妻子。
- 華金·科西奧（英语：Joaquín Cosío） 飾演 埃內斯托·豐塞卡·卡里略（英语：Ernesto Fonseca Carrillo）（第一季主要角色；第二季客串角色；第三季常設角色）：費利克斯的商業夥伴，阿馬多的叔叔。
- 何塞·瑪麗亞·亞茲皮克（英语：José María Yazpik） 飾演 阿馬多·卡里略·富恩特斯：費利克斯的商業夥伴，內託的侄子。（重新飾演在《毒梟》的角色）
- 馬特·萊斯切爾 飾演 海梅·庫肯達爾（西班牙語：Jaime Kuykendall）（第一和三季主要角色；第二季客串角色）：DEA瓜達拉哈拉局局長。
- 歐內斯特·阿爾特里奧（英语：Ernesto Alterio） 飾演 薩爾瓦多·奧蘇納·納瓦（西班牙語：Salvador Osuna Nava）（第一季）：墨西哥聯邦安全局（英语：Dirección Federal de Seguridad）局長。
- 亞歷山大·埃達（英语：Alejandro Edda） 飾演 华金·古兹曼·洛埃拉（第一季）：錫納羅亞販毒集團的成員。
- 費爾南達·烏雷霍拉（英语：Fernanda Urrejola） 飾演 瑪麗亞·埃爾維拉（西班牙語：Maria Elvira）（第一至二季）：費利克斯的妻子。
- 特蕾莎·魯伊斯（英语：Teresa Ruiz (actress)） 飾演 伊莎貝拉·包蒂斯塔（西班牙語：Isabella Bautista）（第一至二季）：費利克斯的朋友和商業夥伴（基於桑德拉·阿維拉·貝爾特蘭（英语：Sandra Ávila Beltrán）創作）。
- 阿隆·斯塔登 飾演 布奇·西爾斯（英語：Butch Sears）（第一季）：一個DEA特工。
- 萊尼·雅各布森（英语：Lenny Jacobson） 飾演 羅傑·納普（英語：Roger Knapp）（第一季）：一個DEA特工。
- 赫拉爾多·塔拉塞納（英语：Gerardo Taracena） 飾演 保羅·阿科斯塔·比利亞雷亞爾（英语：Pablo Acosta Villarreal）（第一至二季）：華雷斯城販毒集團（英语：Juárez Cartel）的領導人。
- 胡里奧·塞薩爾·塞迪略（英语：Julio Cesar Cedillo） 飾演 威廉·岡薩雷斯·卡爾德羅尼（英语：Guillermo González Calderoni）局長（第一至二季）：墨西哥聯邦司法警察（英语：Federal Judicial Police）局長。
- 史考特·麥奈利 飾演 沃爾特·布雷斯林（英語：Walt Breslin）（第一季常設角色；第二至三季主要角色）：DEA特工，故事旁白。
- 阿方索·多薩爾（英语：Alfonso Dosal） 飾演 本哈明·阿雷利亞諾·費利克斯（英语：Benjamín Arellano Félix）（第一季常設角色；第二至三季主要角色）：蒂華納販毒集團（英语：Tijuana Cartel）的領導人，埃內迪娜和拉蒙的哥哥。
- 梅拉·埃莫西約（西班牙語：Mayra Hermosillo） 飾演 埃內迪娜·阿雷利亞諾·費利克斯（英语：Enedina Arellano Félix）（第二至三季）：蒂華納販毒集團的高級成員，本傑明的妹妹和拉蒙的姐姐。
- 曼努埃爾·馬薩爾瓦（西班牙語：Manuel Masalva） 飾演 拉蒙·阿雷利亞諾·費利克斯（英语：Ramón Arellano Félix）（第一季常設角色；第二至三季主要角色）：蒂華納販毒集團的執法者和高級成員，本傑明和埃內迪娜的弟弟。
- 米格爾·羅達特（西班牙語：Miguel Rodarte） 飾演 達尼洛·加爾薩（西班牙語：Danilo Garza）（第二季）：墨西哥警察和“傳奇行動”的成員。
- 亞歷克斯·奈特（英語：Alex Knight） 飾演 肯尼·莫斯（英語：Kenny Moss）（第一季客串角色；第二季主要角色）：DEA特工和“傳奇行動”的成員。
- 傑西卡·加西亞（英语：Jesse Garcia） 飾演 薩羅·奧斯科（西班牙語：Sal Orozco）（第二季）：DEA特工和“傳奇行動”的成員。
- 馬特·比德爾（英語：Matt Biedel） 飾演 達里爾·佩茨基（英語：Daryl Petsky）（第二季）：DEA特工和“傳奇行動”的成員。
- 杰羅·麥地那（英語：Jero Medina） 飾演 奧西·梅加（西班牙語：Ossie Mejía）（第二季）：墨西哥警察和“傳奇行動”的成員。
- 阿爾貝托·澤尼（英语：Alberto Zeni） 飾演 阿馬特·帕拉西奧斯（英語：Amat Palacios）（第二季）：墨西哥警察和“傳奇行動”的成員。
- 戈爾卡·拉索薩（英語：Gorka Lasaosa） 飾演 赫克托·路易斯·帕爾馬·薩拉查（英语：Héctor Luis Palma Salazar）（第一季常設角色；第二至三季主要角色）：錫納羅亞販毒集團的成員。
- 安德魯·倫敦諾（西班牙語：Andrés Londono） 飾演 恩里克·克拉維爾（西班牙語：Enrique Clavel）（第二季）：費利克斯的得力助手。
- 阿爾伯特·阿曼（英语：Alberto Ammann） 飾演 埃尔梅·埃雷拉（英语：Hélmer Herrera）（第一季客串角色；第二至三季主要角色）：卡利集团的高級成員。（重新飾演在《毒梟》的角色）
- 弗拉維奧·梅迪納（英语：Flavio Medina） 飾演 胡安·加西亞·阿夫雷戈（英语：Juan García Abrego）（第二至三季）：海灣販毒集團（英语：Gulf Cartel）的領導人和格拉的侄子。
- 路易斯·赫拉爾多·門德斯（英语：Luis Gerardo Méndez） 飾演 維克多·塔皮亞（西班牙語：Víctor Tapia）（第三季）：一名華雷斯警察，被一系列謀殺事件所吸引。
- 路易莎·魯比諾（英語：Luisa Rubino） 飾演 安德里亞·努涅斯（西班牙語：Andrea Nuñez）（第三季）：一名調查販毒集團活動的年輕記者，為“提華納之聲”工作。
- 何塞·蘇尼加（英语：José Zúñiga） 飾演 赫蘇斯·古鐵雷斯·雷沃略（英语：Jesús Gutiérrez Rebollo）將軍（第三季）：對抗販毒集團的墨西哥將軍。
- 博·米爾喬夫 飾演 史蒂夫·謝里丹（英語：Steve Sheridan）（第三季）：一個DEA特工。
- 克里斯滕·古托斯基（英语：Kristen Gutoskie） 飾演 丹妮（英語：Dani）（第三季）：沃爾特的女朋友。
- 鮑比·索托（英語：Bobby Soto） 飾演 大衛·巴倫·科羅納（英语：David Barron Corona）（第二季常設角色；第三季主要角色）：洛根高地幫（英语：Logan Heights Gang）的高級成員和蒂華納販毒集團的殺手。
- 洛倫索·費羅（英语：Lorenzo Ferro） 飾演 亞歷克斯·霍多揚（英語：Alex Hodoyan）（第三季）：拉蒙的毒梟少年幫派成員。
- 亞歷山大·弗斯（西班牙語：Alejandro Furth） 飾演 拉蒙·薩爾加多（英語：Ramon Salgado）（第三季）：“提華納之聲”的聯合創始人和安德里亞的老闆。
- 阿爾貝托·格拉（英语：Alberto Guerra (actor)） 飾演 伊斯梅爾·“五月”·桑巴達（英语：Ismael "El Mayo" Zambada）（第三季）：一個以捕魚業為幌子的獨立毒販。

### 常設角色
- 泰莎·伊亞（英语：Tessa Ía） 飾演 索菲亞·科薩（西班牙語：Sofia Conesa）（第一季）
- 克拉克·弗里曼（英語：Clark Freeman） 飾演 埃德·希思（英語：Ed Heath）（第一至二季）
- 費爾明·馬丁內斯（西班牙語：Fermín Martinez） 飾演 胡安·何塞·“藍色”·埃斯帕拉戈薩·莫雷諾（英语：Juan José Esparragoza Moreno）（第一至三季）
- 威廉·維勒加斯（西班牙語：Guillermo Villegas） 飾演 薩米·阿爾瓦雷斯（西班牙語：Sammy Alvarez）（第一季）
- 奧拉西奧·加西亞-羅哈斯（西班牙語：Horacio Garcia Rojas） 飾演 托馬斯·莫雷特（西班牙語：Tomas Morlet）（第一季）
- 傑基·厄爾·哈利 飾演 吉姆·弗格森（英語：Jim Ferguson）（第一季）
- 尤爾·巴斯克斯（英语：Yul Vazquez） 飾演 約翰·加文（第一季）
- 布賴恩·巴克利（英語：Brian Buckley） 飾演 約翰·克萊·沃克（英语：John Clay Walker）（第一季）
- 馬克·庫布爾（英語：Mark Kubr） 飾演 托尼（英語：Tony）（第一季）
- 邁克·道爾（英语：Mike Doyle (actor)） 飾演 托馬斯·比爾（英語：Thomas Buehl）（第一季）
- 華格納·莫拉 飾演 巴勃羅·埃斯科瓦爾（第一和三季）（重新飾演在《毒梟》的角色）
- 弗朗西斯·丹尼斯（英语：Francisco Denis） 飾演 米格爾·羅德里格斯·奧雷胡埃拉（英语：Miguel Rodríguez Orejuela）（第一季）（重新飾演在《毒梟》的角色）
- 佩佩·雷帕佐特（西班牙語：Pêpê Rapazote） 飾演 何塞·“切佩”·聖克魯斯·隆多尼奧（英语：José Santacruz Londoño）（第一和三季）（重新飾演在《毒梟》的角色）
- 豪爾赫·A·希門尼斯（西班牙語：Jorge A. Jimenez） 飾演 羅伯托·“毒藥”·拉莫斯（西班牙語：Roberto "Poison" Ramos）（第一季）（重新飾演在《毒梟》的角色）
- 埃里克·蘭格（英语：Eric Lange） 飾演 比爾·施泰克納（英語：Bill Stechner）（第一至二季）（重新飾演在《毒梟》的角色）
- 米爾頓·科爾特斯（西班牙語：Milton Cortés） 飾演 魯文·蘇諾·阿爾塞（西班牙語：Rubén Zuno Arce）（第一至二季）
- 朱利安·迪亞茲（西班牙語：Julián Díaz） 飾演 小黑（英語：Blackie）（第一季）（重新飾演在《毒梟》的角色）
- 弗朗西斯·巴雷羅（西班牙語：Francisco Barreiro） 飾演 弗朗西斯科·拉斐爾·阿雷利亞諾·費利克斯（英语：Francisco Rafael Arellano Félix）（第一至三季）
- 朱利安·阿朗戈（英语：Julián Arango） 飾演 奧蘭多·埃諾·蒙托亞（西班牙語：Orlando Henao Montoya）（第二至三季）（重新飾演在《毒梟》的角色）
- 馬蒂亞斯·瓦雷拉（英语：Matias Varela） 飾演 豪爾赫·薩爾塞多·卡夫雷拉（英语：Jorge Salcedo Cabrera）（第二季）（重新飾演在《毒梟》的角色）
- 胡安·塞巴斯蒂安·卡萊羅（英语：Juan Sebastián Calero） 飾演 納韋甘特（西班牙語：Navegante）（第二季）（重新飾演在《毒梟》的角色）
- 薇薇安娜·塞爾納（英语：Viviana Serna） 飾演 瓜達盧佩·雷亞·塞拉諾（“露皮塔”）（西班牙語：Guadalupe Leija Serrano ("Lupita")）（第二季）：赫克托·路易斯·帕爾馬·薩拉查的妻子。
- 蘇西·培根（英语：Sosie Bacon） 飾演 咪咪·韋伯·米勒（英語：Mimi Webb Miller）（第二季）
- 赫蘇斯·奧喬亞（英语：Jesús Ochoa (actor)） 飾演 胡安·內波穆森·格拉（英语：Juan Nepomuceno Guerra）（第二至三季）
- 諾亞·埃爾南德斯（英语：Noé Hernández (actor)） 飾演 拉斐爾·阿吉拉爾·瓜哈爾多（英语：Rafael Aguilar Guajardo）（第二至三季）
- 約瑟夫·朱利安（西班牙語：José Julián） 飾演 哈維爾·阿雷利亞諾·費利克斯（英语：Francisco Javier Arellano Félix）（第二至三季）
- 塞巴斯蒂安·布特隆（西班牙語：Sebastián Buitrón） 飾演 愛德華多·阿雷利亞諾·費利克斯（英语：Eduardo Arellano Félix）（第二至三季）
- 阿德里安娜·拉布雷斯（西班牙語：Adriana Llabrés） 飾演 露絲·阿雷利亞諾·費利克斯（西班牙語：Ruth Arellano Félix）（第二至三季）
- 曼努埃爾·烏里扎（西班牙語：Manuel Uriza） 飾演 卡洛斯·漢克·岡薩雷斯（英语：Carlos Hank González）（第三季）
- 達馬揚提·金塔納爾（西班牙語：Damayanti Quintanar） 飾演 霍滕西亞·塔皮亞（西班牙語：Hortencia Tapia）（第三季）
- 詹姆斯·厄爾（英語：James Earl） 飾演 克雷格·米爾斯（英語：Craig Mills）（第三季）
- 壞痞兔 飾演 埃弗拉德·亞瑟·“基蒂”·派茲（西班牙語：Everardo Arturo “Kitty” Paez）（第三季）
- 傑西卡·博羅托（西班牙語：Yessica Borroto） 飾演 瑪莎（西班牙語：Marta）（第三季）
- 達米安·阿爾卡薩（英语：Damián Alcázar） 飾演 吉爾伯托·羅德里格斯·奧雷胡埃拉（英语：Gilberto Rodríguez Orejuela）（第三季）（重新飾演在《毒梟》的角色）
- 迭戈·卡爾瓦（西班牙語：Diego Calva） 飾演 阿圖羅·貝爾特蘭·萊瓦（英语：Arturo Beltrán Leyva）（第三季）
- 費迪南德·博尼利亞（西班牙語：Fernando Bonilla） 飾演 維森特·卡里略·富恩特斯（英语：Vicente Carrillo Fuentes）（第三季）
- 馬爾金·洛佩茲（西班牙語：Markin López） 飾演 羅傑（西班牙語：Rogelio）（第三季）
- 伊萬·阿拉貢（西班牙語：Iván Aragón） 飾演 阿爾弗雷多·霍多揚（西班牙語：Alfredo Hodoyan）（第三季）
- 埃里克·埃特巴里（英语：Eric Etebari） 飾演 傑克·多里安（英語：Jack Dorian）（第三季）

## 集數總覽
| 季數 | 集数 | 集数 | 上線日期       | 上線日期       | 电视网  |
| ---- | ---- | ---- | -------------- | -------------- | ------- |
| 1    | 10   | 10   | 2018年11月16日 | 2018年11月16日 | Netflix |
| 2    | 10   | 10   | 2020年2月13日  | 2020年2月13日  | Netflix |
| 3    | 10   | 10   | 2021年11月5日  | 2021年11月5日  | Netflix |

## 集數

### 第一季（2018年）
| 總集數 | 集數 （季） | 標題                     | 導演                    | 編劇                                                                           | 首播日期       |
| ------ | ----------- | ------------------------ | ----------------------- | ------------------------------------------------------------------------------ | -------------- |
| 1      | 1           | Camelot                  | 約瑟夫·庫博塔·烏拉迪卡  | 埃里克·紐曼、克萊頓·特魯塞爾                                                   | 2018年11月16日 |
| 2      | 2           | The Plaza System         | 約瑟夫·庫博塔·烏拉迪卡  | 卡羅·伯納德、道格·米羅                                                         | 2018年11月16日 |
| 3      | 3           | El Padrino               | 安德烈斯·貝茲           | 阿什莉·萊爾與巴特·尼克森                                                       | 2018年11月16日 |
| 4      | 4           | Rafa, Rafa, Rafa!        | 安德烈斯·貝茲           | 斯科特·提姆斯                                                                  | 2018年11月16日 |
| 5      | 5           | The Colombian Connection | 阿瑪特·艾斯卡藍特       | 安迪·布萊克                                                                    | 2018年11月16日 |
| 6      | 6           | La Última Frontera       | 阿瑪特·艾斯卡藍特       | 傑西·尼克森-洛佩茲、克萊頓·特魯塞爾                                            | 2018年11月16日 |
| 7      | 7           | Jefe de Jefes            | 阿隆索·魯伊斯帕拉西奧斯 | 故事：阿什莉·萊爾與巴特·尼克森、克萊頓·特魯塞爾 劇本：阿什莉·萊爾與巴特·尼克森 | 2018年11月16日 |
| 8      | 8           | Just Say No              | 阿隆索·魯伊斯帕拉西奧斯 | 道格·米羅                                                                      | 2018年11月16日 |
| 9      | 9           | 881 Lope de Vega         | 安德烈斯·貝茲           | 克萊頓·特魯塞爾                                                                | 2018年11月16日 |
| 10     | 10          | Leyenda                  | 安德烈斯·貝茲           | 卡羅·伯納德                                                                    | 2018年11月16日 |

### 第二季（2020年）
| 總集數 | 集數 （季） | 標題                               | 導演              | 編劇                                      | 首播日期      |
| ------ | ----------- | ---------------------------------- | ----------------- | ----------------------------------------- | ------------- |
| 11     | 1           | Salva El Tigre                     | 安德烈斯·貝茲     | 卡羅·伯納德、約翰尼·紐曼                  | 2020年2月13日 |
| 12     | 2           | Alea Iacta Est                     | 阿瑪特·艾斯卡藍特 | 埃里克·紐曼、伊娃·阿里吉斯                | 2020年2月13日 |
| 13     | 3           | Ruben Zuno Arce                    | 阿瑪特·艾斯卡藍特 | 克萊頓·特魯塞爾                           | 2020年2月13日 |
| 14     | 4           | The Big Dig                        | 馬塞拉·賽義德     | 道格·米羅、亞歷克·齊夫                    | 2020年2月13日 |
| 15     | 5           | AFO                                | 馬塞拉·賽義德     | 卡羅·伯納德、克萊頓·特魯塞爾、約翰尼·紐曼 | 2020年2月13日 |
| 16     | 6           | El Dedazo                          | 安德烈斯·貝茲     | 卡羅·伯納德                               | 2020年2月13日 |
| 17     | 7           | Truth and Reconciliation           | 阿瑪特·艾斯卡藍特 | 克萊頓·特魯塞爾                           | 2020年2月13日 |
| 18     | 8           | Se Cayó El Sistema                 | 阿瑪特·艾斯卡藍特 | 道格·米羅                                 | 2020年2月13日 |
| 19     | 9           | Growth, Prosperity, and Liberation | 安德烈斯·貝茲     | 克萊頓·特魯塞爾                           | 2020年2月13日 |
| 20     | 10          | Free Trade                         | 安德烈斯·貝茲     | 卡羅·伯納德                               | 2020年2月13日 |

### 第三季（2021年）
| 總集數 | 集數 （季） | 標題                | 導演                       | 編劇                         | 首播日期      |
| ------ | ----------- | ------------------- | -------------------------- | ---------------------------- | ------------- |
| 21     | 1           | 12 Steps            | 安德烈斯·貝茲              | 卡羅·伯納德                  | 2021年11月5日 |
| 22     | 2           | Como La Flor        | 安德烈斯·貝茲              | 克萊頓·特魯塞爾              | 2021年11月5日 |
| 23     | 3           | Los Juniors         | 華格納·莫拉                | 瑪吉·科恩                    | 2021年11月5日 |
| 24     | 4           | GDL                 | 華格納·莫拉                | 韋斯利·泰勒                  | 2021年11月5日 |
| 25     | 5           | Boots on the Ground | 亞歷杭德拉·馬爾克斯·阿貝拉 | 伊圖里·索薩                  | 2021年11月5日 |
| 26     | 6           | La Jefa             | 亞歷杭德拉·馬爾克斯·阿貝拉 | 亞歷克·齊夫、艾薩克·戈麥斯   | 2021年11月5日 |
| 27     | 7           | La Voz              | 路易斯·奧爾特加            | 克萊頓·特魯塞爾、瑪吉·科恩   | 2021年11月5日 |
| 28     | 8           | Last Dance          | 路易斯·奧爾特加            | 卡羅·伯納德、克萊頓·特魯塞爾 | 2021年11月5日 |
| 29     | 9           | The Reckoning       | 阿瑪特·艾斯卡藍特          | 卡羅·伯納德、克萊頓·特魯塞爾 | 2021年11月5日 |
| 30     | 10          | Life in Wartime     | 阿瑪特·艾斯卡藍特          | 卡羅·伯納德                  | 2021年11月5日 |

## 製作

### 開發
2016年9月6日，在《毒梟》第二季播出後幾天，Netflix續訂《毒梟》兩季至總共四季。在第三季播出後，第四季的製作於2017年底在墨西哥開始。2018年7月18日，Netflix宣布第四季將“重置”作為新的Netflix原創劇集《毒梟：墨西哥》，並會改用幾乎全新的演員陣容。
《毒梟：墨西哥》第一季於2018年11月16日播出，Netflix於2018年12月5日續訂第二季。

### 演職人員
2017年12月，麥可·潘納和狄亞哥·盧納被宣布將在本劇擔任主演。幾天後，馬特·萊斯切爾以常規角色的身份加入了演員陣容。製作人埃里克·紐曼透露的其他主要演員包括泰諾克·烏爾塔、華金·科西奧、特蕾莎·魯伊斯、艾莉莎·迪亞茲和何塞·瑪麗亞·亞茲皮克（重新飾演他在《毒梟》第三季的角色）。
阿瑪特·艾斯卡藍特和阿隆索·魯伊斯帕拉西奧斯（西班牙語：Alonso Ruizpalacios）將會為《毒梟：墨西哥》執導，而哥倫比亞籍的安德烈斯·貝茲是《毒梟》三季其中幾集的導演，他也將會執導本劇。在前作《毒梟》中飾演巴勃羅·埃斯科瓦爾的演員華格納·莫拉也執導第三季的其中兩集。2020年10月，官方宣布埃里克·紐曼將不再擔任節目統籌。

### 場勘人員被謀殺事件
2017年9月15日，本劇的其中一名場勘人員卡洛斯·穆尼奧斯·波特（西班牙語：Carlos Muñoz Portal）在墨西哥中部的特馬斯卡拉帕鎮附近被發現死於多處槍傷。墨西哥總檢察長發言人表示，由於地理位置偏遠，因此事發當時沒有目擊者，但當局將繼續調查。當局正在考慮毒販團伙參與事件的可能性，但謀殺案至今尚未解決。

## 現實差異
儘管本劇中許多事件和人物都是基於真實的歷史，但為了將墨西哥毒品戰爭的故事簡化為連貫的敘述，本劇在不少地方作出改動。約翰·克萊·沃克和阿爾伯特·拉德萊特（英語：Albert Radelat）被謀殺是真實的；然而據報導他們在事前曾遭受酷刑。在劇中被描繪成拉斐尔·卡罗·金特罗愛情對象的索菲亞·科薩（西班牙語：Sofia Conesa），現實生活中的真實姓名為莎拉·科西奧（西班牙語：Sara Cosio）。米格尔·安赫尔·费利克斯·加利亚多下令殺害赫克托·路易斯·帕爾馬的家人也是一個有爭議的說法，其仍需要有據可查的證明，因為據信實際上是奉阿雷利亞諾·費利克斯兄弟的命令，並且是以更殘酷的方式殺害的。第三季中的胡安·何塞·埃斯帕拉戈薩·莫雷諾被暗殺事件實際上並沒有發生，因為現實生活中的他至少在2014年之前一直活躍，隨後才可能死於心臟病發作（未經證實）。
在第三季中，禁毒沙皇古鐵雷斯·雷沃略將軍因追捕安德里亞·努涅斯（西班牙語：Andrea Nuñez）被捕。實際上，古鐵雷斯·雷沃略將軍是在1997年2月6日晚上接到國防部長恩里克·塞萬提斯（西班牙語：Enrique Cervantes）將軍的電話，後者命令他立即到自己的辦公室報到，並在那裡被捕的。

## 迴響

### 評價
《毒梟：墨西哥》收到多數影評人的好評。根据評論匯總网站爛番茄汇总的39篇评论文章，90%的评论家给予该作正面评价，使之獲得「認證新鮮」標識，平均打分为7.40分（满分10分）。该网站总结的评论家共识是“y”」第一季在Metacritic網站上得到「普遍讚譽」，獲得了80/100分（9位影評人）。
根据評論匯總网站爛番茄汇总的16篇评论文章，81%的评论家给予该作正面评价，使之獲得「認證新鮮」標識，平均打分为7.60分（满分10分）。该网站总结的评论家共识是“像以往一樣令人上癮——和切題，《毒梟：墨西哥》第二季無疑比前一季更暴力，但從不破壞粉絲們喜愛的豐富劇情。”」
根据評論匯總网站爛番茄汇总的7篇评论文章，100%的评论家给予该作正面评价，使之獲得「認證新鮮」標識，平均打分为7.00分（满分10分）。

### 榮譽
| 年份 | 獎項                   | 類別                                                      | 入圍者                                                                                         | 結果 |
| ---- | ---------------------- | --------------------------------------------------------- | ---------------------------------------------------------------------------------------------- | ---- |
| 2018 | IGN獎                  | 最佳動作類電視劇集 （英語：Best TV Action Series）                             | 《毒梟：墨西哥》                                                                               | 提名 |
| 2019 | 美国编剧工会奖         | 戲劇類最佳分集劇集                                        | 埃里克·紐曼、克萊頓·特魯塞爾（英語：Clayton Trussell） ；憑“Camelot”一集                                       | 提名 |
| 2019 | 鉑金獎                 | 最佳迷你劇或電視劇集                                      | 《毒梟：墨西哥》                                                                               | 提名 |
| 2019 | 鉑金獎                 | 迷你劇或電視劇集最佳男主角                                | 狄亞哥·盧納                                                                                    | 獲獎 |
| 2019 | 金捲軸獎               | 最佳音效剪輯——分集長篇廣播媒體類對白和ADR （英語：Outstanding Achievement in Sound Editing - Dialogue and ADR for Episodic Long Form Broadcast Media）      | 蘭德爾·阿克森（英語：Randle Akerson）、托馬斯·懷廷（英語：Thomas Whiting）、大衛帕迪拉（西班牙語：David Padilla） ；憑“Just Say No”一集 | 提名 |
| 2019 | 金預告片獎             | 最佳音效剪輯（電視固定節目/預告片/劇集預告片） （英語：Best Sound Editing (TV Spot/Trailer/Teaser for a Series)） | Netflix                                                                                        | 提名 |
| 2019 | 影評人選擇電視大獎     | 戲劇類劇集最佳男主角                                      | 狄亞哥·盧納                                                                                    | 提名 |
| 2020 | 影像獎                 | 黃金時段最佳節目——戲劇類 （英語：Best Primetime Program – Drama）                       | 《毒梟：墨西哥》                                                                               | 提名 |
| 2020 | 影像獎                 | 最佳男主角——電視類（戲劇） （英語：Best Actor – Television (Drama)）                     | 狄亞哥·盧納                                                                                    | 獲獎 |
| 2020 | 阿蒂奧斯獎             | 最佳選角——電視試播集和第一季——戲劇類 （英語：Outstanding Achievement in Casting - Television Pilot and First Season - Drama）           | 卡拉·霍爾（英語：Carla Hool）                                                                            | 提名 |
| 2020 | BMI影視獎              | BMI串流媒體獎 （英語：BMI Streaming Media Award）                                  | 凱文·基納                                                                                      | 獲獎 |
| 2022 | 鉑金獎                 | 最佳迷你劇或電視劇集                                      | 《毒梟：墨西哥》                                                                               | 提名 |
| 2022 | 荷里活影評人協會電視獎 | 最佳國際劇集 （英語：Best International Series）                                   | 《毒梟：墨西哥》                                                                               | 提名 |
| 2022 | 影評人選擇電視大獎     | 最佳外語劇集 （英語：Best Foreign Language Series）                                   | 《毒梟：墨西哥》                                                                               | 提名 |

## 外部連結
- 互联网电影数据库（IMDb）上《毒梟：墨西哥》的资料（英文）
- 爛番茄上《毒梟：墨西哥》的資料（英文）
- Metacritic上《《毒梟：墨西哥》》的資料